# I Like to Move It
«I Like to Move It» es una canción del dúo estadounidense Reel 2 Real publicada en 1994 dentro de su álbum de estudio Move It!. La canción fue escrita por el DJ Erick Morillo y el rapero de Trinidad y Tobago The Mad Stuntman (Mark Quashie), que le añadió un toque raggamuffin. La canción fue producida por el mismo Morillo y Ralphie Muniz.
La canción entró en las listas Billboard Hot 100 en 1994, alcanzando el puesto número 89.º, el 5º en el UK Singles Chart y llegó al 8º en las listas Hot Dance Music/Club Play.
Esta canción ha adquirido cierta fama por convertirse en la banda sonora de las tres películas de la serie «Madagascar»; Madagascar, Madagascar 2: Escape de África y Madagascar 3: Europe's Most Wanted. Mientras que en la versión en inglés de las películas se ha mantenido la letra original (interpretada por Sacha Baron Cohen y will.i.am respectivamente), en las versiones en español se ha titulado «Yo quiero marcha, marcha» en España y «Quiero mover el bote» en Latinoamérica.

## Formatos
| CD Sencillo |                                           |          |  |
| N.º         | Título                                    | Duración |  |
| 1.          | «I Like to Move It» (Radio Edit)          | 3:52     |  |
| 2.          | «I Like to Move It» (More's Instrumental) | 3:57     |  |

| CD Maxisencillo |                                            |          |  |
| N.º             | Título                                     | Duración |  |
| 1.              | «I Like to Move It» (Radio Edit)           | 3:52     |  |
| 2.              | «I Like to Move It» (UK Vocal House Remix) | 5:47     |  |
| 3.              | «I Like to Move It» (UK Moody House Remix) | 5:05     |  |
| 4.              | «I Like to Move It» (Reel 2 Real Dub)      | 4:25     |  |

## Usos en los medios
La canción fue utilizada para diferentes usos promocionales, entre los que destacan:
- La publicidad de la Liga Nacional de Baloncesto de Australia.
- En las golosinas Chewits del Reino Unido ("I like to chew it, chew it!"), («Me gusta masticarlo, masticarlo»).
- También se usó para promocionar los preservativos Durex ("I like to do it, do it"), («Me gusta hacerlo, hacerlo»).
- Además se usó para un spot institucional de Canal 13 (Chile) en diciembre del 2009.
- Se usa el Ritmo para el Spot del Gobierno de Chile, "Elije Vivir Sano"

También ha sido incluido en el álbum compilatorio Dancemanía, en su edición 2001 Summers de la compañía musical EMI Music Japan de Japón, y como resultado, también apareció en el juego de PlayStation 2 DDRMAX: Dance Dance Revolution (debido al acuerdo entre Konami y EMI Music Japan, lo que permitió la usar la música en las series). Aparece en la película Tres idiotas y una bruja, de 2001, y se escucha brevemente en una escena de la película El maestro del disfraz, de 2002. 

### Uso en las películas de la serie "Madagascar"
La canción fue usada en las películas de la serie «Madagascar», Madagascar y Madagascar 2: Escape de África. En la primera película, la canción está interpretada por el comediante británico Sacha Baron Cohen, que dobla al personaje Rey Julien lémur XIII y en la segunda entrega, el artista de hip-hop americano will.i.am, que daba voz al personaje Moto Moto. Ambas versiones tienen letras diferentes y hacen referencia a los personajes y el argumento. 
En las versiones en Español de la película, la canción se ha titulado «Yo quiero marcha, marcha» en España y «Quiero mover el bote» en Latinoamérica.

## Versiones
Entre las versiones cover de la canción, se encuentran:
- En 1995, una versión latina tropical entre house y merengue fue lanzada, cantada por Sandy y Papo, titulada «Mueve, Mueve». Es una versión más «suelta», pero el coro principal es casi igual a la original.
- En 1996 y 1997 el tema mencionado arriba también fue grabado por la Banda Brava y el Grupo Exterminador, ambos grupos de México.
- En 1999 fue usada como base en mix del rapero puertorriqueño Tempo (cantante), Donde Están Las Girlas/Ya Llegó La Hora.
- En 2001, la canción fue remixada por MC Mario, un popular DJ canadiense.
- En 2004 una versión basada en la melodía de Los Cazafantasmas por The Minister con Scooby fue lanzada.
- En 2005, una versión remixed fue incluida en la versión americana del álbum de estudio de Crazy Frog Crazy Frog Presents Crazy Hits.
- La canción fue parcialmente incluida y grabada para el sencillo de Jully Black Sweat of Your Brow.
- En 2006, Syndicate of Law produjo su versión de la canción.
- El DJ iraní DJ Alligator ha hecho también una versión de la canción.
- En 2008 la canción se hizo muy conocida, cuando los aficionados del Arsenal F.C. comenzaron a cantar una canción dedicada a Emmanuel Eboué, a partir de la melodía de la canción, pero cambiando las letras por: "I like Eboue-boue, I like Eboue-boue", "I like Eboue-boue", "You like EBOUE!", («Me gusta Eboue-boue, Me gusta Eboue-boue, ¡Te gusta EBOUE!»
- En 2009 fueron lanzadas tres versiones más. La primera producida por el DJ alemán Klaas Gerling. La segunda por The Zoo Gang y a finales de 2009, un remix titulado "I like to cook it" («Me gusta cocinarlo») fue lanzado por el artista berlinés Sean McKendrick.
- En julio de 2010, el artista de eurodance sueco Basshunter lanzará un sencillo titulado «Saturday», que utiliza la melodía de «I Like to Move It», aunque con letra diferente.
- El grupo musical canadiense de gypsy jazz, The Lost Fingers, canta la canción de su álbum VS en 2020.

## Posiciones
| Listas (1993)                        | Posición |
| ------------------------------------ | -------- |
| Estados Unidos (Hot Dance Club Play) | 8        |
| Listas (1994)                        | Posición |
| Alemania (Media Control Charts)      | 3        |
| Australia (ARIA Charts)              | 6        |
| Austria (Ö3 Austria Top 40)          | 2        |
| Bélgica (Ultratop 50 flamenca)       | 1        |
| Canadá (RPM Dance)                   | 1        |
| Francia (SNEP)                       | 1        |
| España (AFYVE)                       | 7        |
| Estados Unidos (Billboard Hot 100)   | 89       |
| Irlanda (Irish Singles Chart)        | 5        |
| Nueva Zelanda (RIANZ)                | 14       |
| Países Bajos (Dutch Top 40)          | 1        |
| Reino Unido (UK Singles Chart)       | 5        |
| Suecia (Topplistan)                  | 12       |
| Suiza (Schweizer Hitparade)          | 4        |

### Posiciones a final del año 1994
| Fin de año (1994)        | Posición |
| ------------------------ | -------- |
| Australian Singles Chart | 40       |
| Austrian Singles Chart   | 25       |
| Dutch Top 40             | 2        |
| French Singles Chart     | 3        |
| Swiss Singles Chart      | 47       |

## Certificaciones
| País        | Certificación | Fecha                | Ventas  |
| ----------- | ------------- | -------------------- | ------- |
| Francia     | Oro           | 8 de octubre de 1994 | 250 000 |
| Alemania    | Oro           | 1994                 | 150 000 |
| Holanda     | Oro           | 1994                 | 40 000  |
| Reino Unido | Plata         | 1 de marzo de 1994   | 200 000 |

## Sucesiones
| Predecesor: "Without You" de Mariah Carey          | Sencillo número 1 en el Dutch Top 40 de 1994 7 de mayo de 1994 - 28 de mayo de 1994 (4 semanas) | Sucesor: "The Most Beautiful Girl in the World" de Prince |
| Predecesor: "I Can See Clearly Now" de Jimmy Cliff | Sencillo número 1 en el SNEP de 1994 9 de julio de 1994 - 6 de agosto de 1994 (5 semanas)       | Sucesor: "7 Seconds" de Youssou N'Dour y Neneh Cherry     |